# Jorge Boccanera
Jorge Boccanera (Bahía Blanca, 18 de abril de 1952) es un poeta, periodista y crítico argentino.

## Biografía
Impartió clases, cursos y charlas magistrales de literatura y periodismo en la Universidad de Costa Rica, Universidad Nacional de Lomas de Zamora, Universidad Nacional de General San Martín (Argentina), Universidad de Salamanca (España), Universidad Nacional de Colombia, Universidad de El Salvador y en la Universidad de Concepción (Chile). 
En 1974 fundó el grupo literario "El Ladrillo", integrado por los poetas Vicente Muleiro, María del Carmen Colombo, Oscar R. F. García, Adrián Desiderato y el diseñador Jorge Sposari. 
Durante la dictadura militar Argentina (1976-1983), se exilió en México, regresando a su país en 1984. En el país azteca fundó la cooperativa editorial "Tierra del Fuego" junto a los escritores Pedro Orgambide David Viñas, Humberto Costantini, Alberto Adellach y José María Iglesias. Residió en Costa Rica entre 1989 y 1997, desde ese año vive en Buenos Aires, Argentina. Dirigió de 1998 a 2004 la colección de poesía de la editorial argentina Colihue.

## Periodista
Fue secretario de redacción de las revistas: 
- Crisis, de Argentina,
- Plural, de México,
- Aportes, de Costa Rica.

A inicios de los ´70' publicó, junto a otros escritores las revistas El Ladrillo y Prontuario. Polémica y deschave. Editor de Forja, suplemento cultural del Semanario Universidad (Universidad de Costa Rica ). Editor de Otra Mirada, publicación del Centro Nacional para el desarrollo de la Mujer y la Familia, Costa Rica. Director de la revista cultural Nómada de la Universidad Nacional de General San Martín (Argentina). Redactor de las agencias noticiosas Informex, ANSA y, desde 2001 a 2016, TELAM.

## Arte
Compuso canciones con varios músicos como Raúl Carnota, Alejandro del Prado, Litto Nebbia, Carlos Nahuel de Peralta, Marcelo Boccanera y Adrián Goizueta. Estos temas fueron interpretados, además de los artistas mencionados, por Mercedes Sosa, Silvio Rodríguez, el Quinteto Tiempo, Lilia Vera, Diego Massimini, Luis Enrique Mejía Godoy, Pancho Cabral y el Grupo Saloma, entre otros. Junto al diseñador argentino Jorge Sposari presentó en galerías de Buenos Aires, entre 1977 y 1983, las muestras de poesía gráfica "Afichemas" y "Poesía para ver". Textos suyos integraron en 2014 la exposición fotográfica de Sposari,  "Las Otras Catrinas", Jalisco, México. En 1987 conduce junto a Litto Nebbia el programa "Los Trenes de la Noche" para Radio Nacional, Argentina. Trabajó junto al cineasta Eduardo Mignogna, en 1998, en el documental García Lorca en el Río de la Plata, para la TV Española.

## Obra
Poesía
Sólo se consignan primeras ediciones.
- Los espantapájaros suicidas, Argentina, 1973.
- Noticias de una mujer cualquiera, Perú, 1976.
- Contraseña, Cuba, 1976.
- Música de fagot y piernas de Victoria, Perú, 1979.
- Poemas del tamaño de una naranja, Perú, 1979.
- Los ojos del pájaro quemado, México, 1980.
- Polvo para morder, Argentina, 1986.
- Sordomuda, Costa Rica 1991. (Traducción al italiano por Alessio Brandolini, 2008).
- Bestias en un hotel de paso, Argentina, 2001.
- Palma Real, España 2008. (Traducción al italiano por Alessio Brandolini, 2011)
- Monólogo del necio, México, 2014, (Traducción al italiano por Alessio Brandolini, 2016)
- La poesía se come cruda, Chile 2015.
- Guantes. Libro en coautoría, ilustrado por el diseñador Jorge Sposari, Argentina, 2024.

Antologías personales
Sólo se consignan primeras ediciones.
- Marimba, Argentina, 1986.
- Antología poética, Fondo Nacional de las Artes Argentina, 1996.
- Zona de tolerancia, Chile, 1998.
- J.B. Antología personal, Argentina, 2001.
- Jorge Boccanera. Poemas, Argentina, 2002.
- Servicios de insomnio, España, 2005.
- Jadeo del viaje (CD/ Jorge Boccanera en su voz), México, 2008.
- Tambor de jadeo, Costa Rica, 2008.
- Libro del errante,  México, 2009.
- Sombra de dos lugares, (junto al poeta Juan Manuel Roca), Colombia, 2009.
- Labios de ramas quebradas. (Traducción: Jean Portante y Jacques Ancet), Francia, 2013.
- Cartas de nadie a nunca, (junto al poeta Antonio Preciado), Ecuador, 2013.
- Poemas tirados por caballos, Italia, 2014.
- Animales Borrosos, (Traducción: Jean Portante), Francia, 2015.
- Ojos de la Palabra, (Traducción al italiano por Roberta Buffi y al griego por Agathi Dimitrouka), Chile, 2016.
- Arder (poemas de amor de J.B.), Argentina, 2018.
- Jorge Boccanera. Antología Personal, Honduras, 2018.
- Lluvia negra, Ecuador, 2018.
- Tráfico/ Estiba. Suma Poética, Argentina, 2019.
- Engarce. Poemas por la memoria, Argentina, 2024.
- Preparó las siguientes antologías:
- Poesía rebelde en Latinoamérica,(en colaboración con Saúl Ibargoyen), México,1978.
- La novísima poesía latinoamericana, México,1979.
- La nueva poesía amorosa de América Latina, (en colaboración con Saúl Ibargoyen), México, 1980.
- El poeta y la muerte, México, 1981.
- Voces y fragmentos. Poesía argentina de hoy, México,1981.
- Poesía argentina joven, México, 1981.
- Palabra de mujer (las poetas de América Latina y España), México, 1982.
- Poesía contemporánea de América Latina, (en colaboración con el poeta Saúl Ibargoyen), México, 1982.
- Tiros Libres: El fútbol en cuentos, poemas y crónicas, Argentina, 2002.
- Anillo de silencio. Centroamérica en la poesía, Argentina, 2009.

Ensayos
- Confiar en el misterio/ Viaje por la poesía de Juan Gelman, Argentina, 1994
- Sólo venimos a soñar. La poesía de Luis Cardoza y Aragón, México, 1999
- Voces tatuadas. Crónica de la poesía costarricense 1970-2004, Costa Rica, 2004
- Palabra Calcinada. Veinte ensayos críticos sobre Juan Gelman, Argentina, 2016 (en coautoría con María Semilla Durán).

Libros Infantiles
- Narilú y Rubí (En coautoría con Yazmín Ross, edición bilingüe español-inglés, traducción de Luis Chaves, ilustradora: Ruth Angulo), Costa Rica, 2017
- Gabriela Mistral. (Para chicos, ilustraciones de Julio Ibarra), Argentina, 2019

Historias de Vida/Relatos/Crónicas
- Ángeles trotamundos I, Argentina, 1993.
- Ángeles trotamundos II, Argentina, 1996.
- Malas compañías, Costa Rica, 1997.
- Tierra que anda - El exilio de los escritores, Argentina, 1999.
- Entrelíneas I, diálogos con J. Boccanera, Argentina, 1999.
- Redes de la memoria/ Escritoras ex detenidas de la dictadura, Argentina, 2000.
- La pasión de los poetas, Argentina, 2002.
- Entrelíneas II, diálogos con J. Boccanera, Argentina, 2007.
- Fricción, crónicas de prensa, Argentina, 2013.
- Cortázar en Solentiname (compilador), Argentina, 2015.
- Crónicas del fisgón. Entrevistas. Testimonios. Historias de vida, Argentina, 2017.
- Retratos Hablados. Entrevistas. Crónicas. Historias de vida, Argentina, 2017.

Otros Libros
- Video Joven-Manual para niñas, niños y adolescentes (en coautoría con Luciano Capelli), Costa Rica, 2002.

Teatro
- Arrabal amargo, México, 1984, obra publicada por la Universidad Michoacana, México,1994, y en la compilación Teatro Abierto 1982, Argentores, Buenos Aires, 2016.
- Perro sobre perro, sala Enrique Muiño, Centro Cultural General San Martín, Buenos Aires, 1986. Obra publicada en la revista de teatro Escena, Nª 32/33, San José, Costa Rica, 1993-1994.

Cátedra
- Profesor en los Cursos Libres de la Universidad de Costa Rica.
- En Argentina impartió cursos de periodismo en la Universidad Nacional de Lomas de Zamora.
- Coordinó la Cátedra Abierta de Poesía Latinoamericana en la Universidad Nacional de General San Martín (Argentina).
- En el 2006 dio una Conferencia Magistral en la Universidad de Salamanca sobre la obra del poeta Juan Gelman, a propósito de habérsele adjudicado el premio iberoamericano de poesía “Reina Sofía”.
- Dio charlas en TEA, escuela de periodismo de Buenos Aires, Argentina.
- Dio lecturas e impartió  talleres, charlas y seminarios en diversas localidades de Buenos Aires, y en las provincias de Misiones, Ushuaia, San Luis, Neuquén, Santa Fe, Chubut, Córdoba, Entre Ríos y Mendoza.
- Invitado a festivales internacionales de poesía y eventos culturales realizados en México, Francia, Uruguay, Cuba, Japón, Nicaragua, Ecuador, Grecia, Perú, Honduras, El Salvador, Venezuela, Paraguay y República Dominicana.
- Participó como jurado en concursos de poesía realizados en España, Chile, Panamá,  México, Ecuador, Nicaragua, Argentina, Costa Rica, Cuba y Colombia.

## Reconocimientos
- Primera Mención concurso “Pablo Neruda”, revista Encuentro, Buenos Aires, 1974.
- Premio de poesía "Casa de las Américas". La Habana, Cuba, 1976.
- Premio Nacional de Poesía Joven. Lagos de Moreno, Jalisco, México, 1977.
- Premio de Poesía Querétaro, México, 1978.
- Primera Mención Premio “Caballo Verde para la Poesía”, Universidad Veracruzana, México, 1979.
- En 1982 su obra Arrabal Amargo fue una de las piezas seleccionadas entre cuatrocientos trabajos participantes, para ser exhibida en la sala Margarita Xirgu, dentro del ciclo Teatro Abierto.
- Primer Finalista del Premio Hispanoamericano Lya Kostakovsky de Ensayo de Literatura Hispánica por su libro Luis Cardoza y Aragón: Sólo venimos a soñar, con un jurado integrado por Gabriel García Márquez, Carlos Fuentes y Eduardo Galeano, México,1994.
- Obtuvo la Beca del Fondo Nacional de las Artes por su investigación sobre las vanguardias poéticas entre 1920-1930 en Hispanoamérica, Buenos Aires, 1997.
- Recibió, en el homenaje al 20 Aniversario de Abuelas de Plaza de Mayo, uno de sus pañuelos emblemáticos de manos de la entonces secretaria de Abuelas, Alba Lanzilloto; Centro Cultural General San Martín, Buenos Aires, 1997.
- Premio “Del periodismo, la comunicación, el arte y la vida”, escuela TEA, “Al Maestro con Cariño”, Buenos Aires, 2007.
- Premio Internacional de Poesía "Camaiore", Italia, 2008.
- Premio de poesía Casa de América, España, 2008.
- Segundo Premio Municipal por el libro Palma Real, Buenos Aires, Argentina,2008.
- Gran Premio de Honor de la Fundación Argentina para la Poesía, Buenos Aires, 2012.
- Premio Internacional de Poesía Ramón López Velarde, Universidad de Zacatecas, México, 2012.
- Premio a la Trayectoria “Rosa de Cobre”, Biblioteca Nacional, Buenos Aires, 2014.
- Premio a la trayectoria: “Poetas del Mundo Latino”, México, 2016.
- Reconocimiento a la obra, Encuentro Internacional de Poetas “Paralelo Cero”, Ecuador, 2018.
- Premio Honorífico "José Lezama Lima", Casa de las Américas, Cuba, 2020.
- Premio "Eduardo Pavlovsky, por la construcción de memoria a través de la cultura". Otorgado por la Secretaría de Derechos Humanos, el Ministerio de Justicia y el Ministerio de Cultura de Argentina, 2023.
- Premio Konex, 2024 Letras - Poesíaː Quinquenio 2014-2018.[3]